# Vražji prolaz i Zeleni vir
Vražji prolaz i Zeleni vir este o arie protejată (sit de importanță comunitară — SCI) din Croația întinsă pe o suprafață de 246,12 ha, integral pe uscat.

## Localizare
Centrul sitului Vražji prolaz i Zeleni vir este situat la coordonatele 45°25′42″N 14°53′46″E / 45.428401°N 14.896127°E.

## Înființare
Situl Vražji prolaz i Zeleni vir a fost declarat sit de importanță comunitară în iulie 2013 pentru a proteja un număr necunoscut de specii din flora spontană și fauna sălbatică aflate în arealul zonei.

## Biodiversitate
Situată în ecoregiunea alpină, aria protejată conține 2 habitate naturale: Păduri pe pante, grohotișuri și ravene de Tilio-Acerion, Liziere de ierburi înalte hidrofile de câmpie și de nivel montan până la alpin.
La baza desemnării sitului se află un număr nedeclarat de specii protejate.
Pe lângă speciile protejate, pe teritoriul sitului au mai fost identificate 4 specii de plante.